# Palacio Dávila
El palacio de Dávila es un palacio situado en el casco histórico de Jerez de la Frontera, (Andalucía, España). De origen renacentista, fue construido por Bartolomé Núñez Dávila a principios del siglo XVI. Fue habitado por D. Pedro Benavente
Aunque el acceso es a través de la Plaza de Basurto, la fachada principal da a la Plaza Benavente, junto al Palacio de Campo Real.

## Descripción
De fachada de líneas rectas, la puerta principal está flanqueada por columnas pareadas 
Destacan las ventanas de la fachada, exquisitamente trazadas, y las rejas, posteriormente copiadas en otras casas-palacios.
El elemento más característico es el doble balcón de esquina.

## Rehabilitación

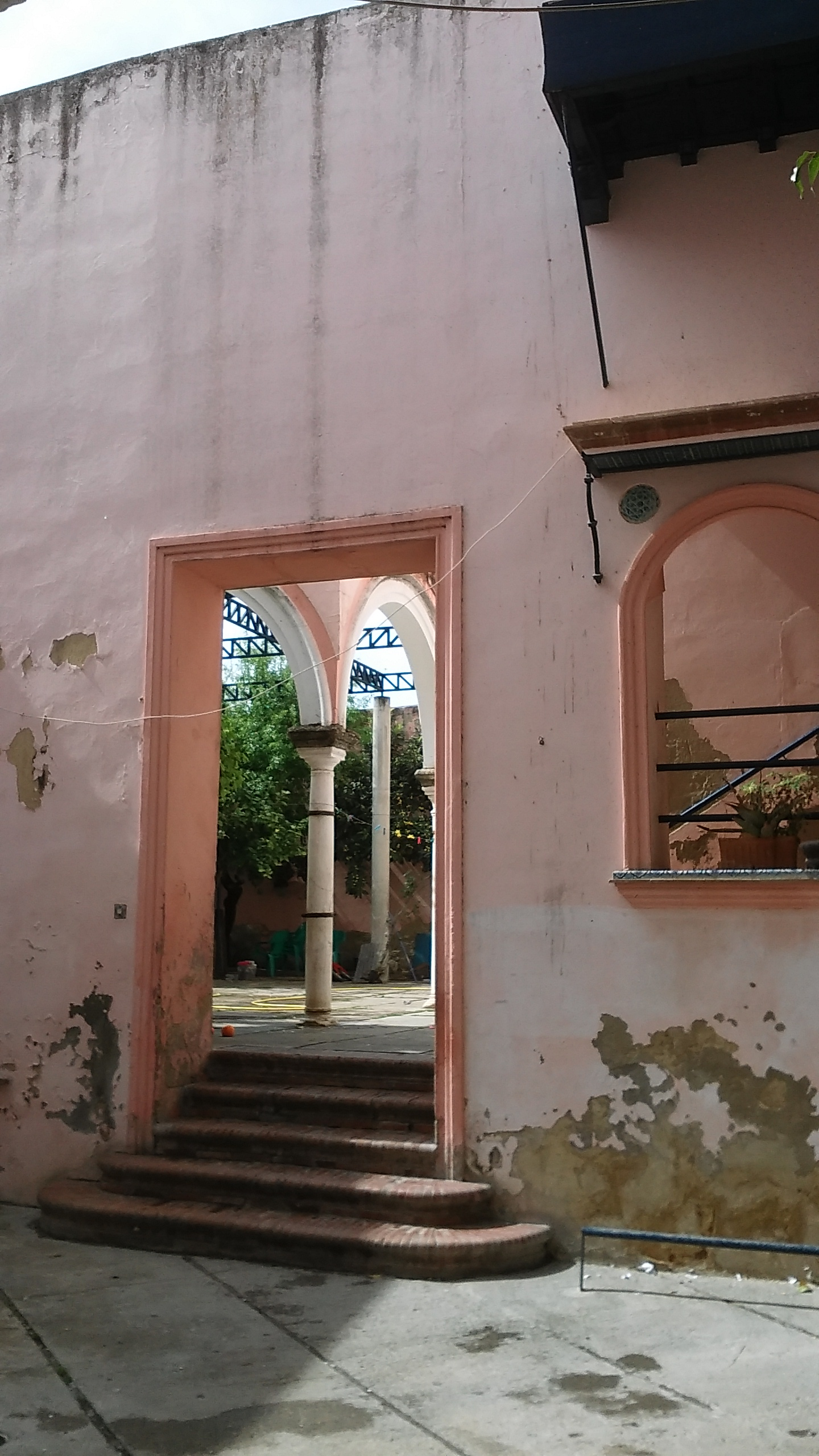
Interior del palacio

A finales de los 80, el Palacio Dávila fue sometido a un proyecto integral de rehabilitación.
Los arquitectos municipales, Ramón González de la Peña y Manuel González Fusteguerras, se encargaron de restaurar la primitiva belleza de la fachada abierta a la Plaza Benavente, pero aplicaron una intensa reforma en los laterales y el interior del edificio. 
Actualmente las paredes y patios lucen de color rosado y ha sido destinado a viviendas de protección oficial, cuyo escaso cuidado del patrimonio ha generado críticas en la ciudad.